# Đôn Phục
Đôn Phục là một xã miền núi nằm ở phía bắc của huyện Con Cuông, tỉnh Nghệ An, Việt Nam.

## Địa lý
Xã Đôn Phục nằm ở phía bắc huyện Con Cuông, có vị trí địa lý:
- Phía tây giáp xã Cam Lâm
- Phía đông giáp xã Mậu Đức
- Phía Nam giáp xã Chi Khê và xã Bồng Khê
- Phía bắc giáp xã Bình Chuẩn.

Xã có tổng diện tích tự nhiên 10.026,91 ha. Trên địa bàn xã có trục đường liên xã đi Bình Chuẩn nối với Quốc lộ 48C và đường liên xã đi xã Cam Lâm.

### Địa hình
Chủ yếu có hai dạng địa hình:
- Dạng đồng bằng: Chủ yếu nằm dọc hai bên bờ khe phèn và ven các khe suối, chiếm khoảng 12% tổng diện tích tự nhiên, đây là loại đất thích hợp trồng các cây lúa, và các loại cây rau màu khác.
- Dạng địa hình đồi: Có diện tích lớn nhất chiếm khoảng 88% tổng diện tích tự nhiên, là vùng đất có nhiều tiềm năng để phát triển cây công nghiệp, cây ăn quả và cây lâm nghiệp.

### Thổ nhưỡng
Theo tài liệu điều tra thổ nhưỡng xã Đôn Phục có những loại đất như sau:
- Bãi cát ven khe: Phân bổ rải rác ở hai bên dòng khe Phèn có diện tích khoảng 57,6 ha, chiếm 0.57% tổng diện tích tự nhiên, địa hình thấp thường bị ngập lụt, sạt lở hàng năm, thành phần cơ giới chủ yếu là cát, có nơi lẫn sỏi, không có khả năng sử dụng trồng trọt được.
- Đất phù sa không được bồi đắp hàng năm:

Diện tích 205.68 ha chiếm 2.05% tổng diện tích tự nhiên, phân bố ở địa hình cao, chế độ nước ổn định, thành phần cơ giới thịt nhẹ đến thịt nặng, loại đất này phù hợp với cây lúa, màu.
- Đất đồi núi:

Diện tích khoảng 8658.29 ha chiếm 86,35% tổng diện tích tự nhiên chủ yếu là đất Feralic nâu vàng và nâu đỏ phát triển trên đá phiến thạch, trên đá vôi, phân bổ trên địa bàn toàn xã, một số do sử dụng không hợp lý nên đã bị thoái hoá, bị xói mòn. Hiện nay những nơi thấp đã được bố trí khu dân cư, trồng cây công nghiệp lâu năm phần lớn thích hợp với cây lâm nghiệp.